# Zaglavak (montagne)
Pour l’article homonyme, voir Zaglavak.
Le mont Zaglavak (en serbe cyrillique : Заглавак) est une montagne du sud-est de la Serbie. Il culmine à une altitude de 980 m et se trouve dans le prolongement le plus occidental de la chaîne du Grand Balkan.

## Géographie
Le mont Zaglavak est situé à l'est de Knjaževac et de Svrljig, à proximité de la frontière entre la Bulgarie et la Serbie. Il est entouré et délimité par la Stara planina, dont il constitue un sous-ensemble, au nord et à l'est, par le Beli Timok (ou Knjaževački Timok) et par le Trgoviški Timok et, au-delà, par le mont Tresibaba à l'ouest et par les monts Svrljiške planine et Drenska planina au sud.